# Салий, Александр Иванович
Александр Иванович Сали́й (9 января 1952, Амдерма, Архангельская область — 21 октября 2013, Казань) — депутат Государственной думы России второго и третьего созывов (1995—2003) от КПРФ.

## Биография

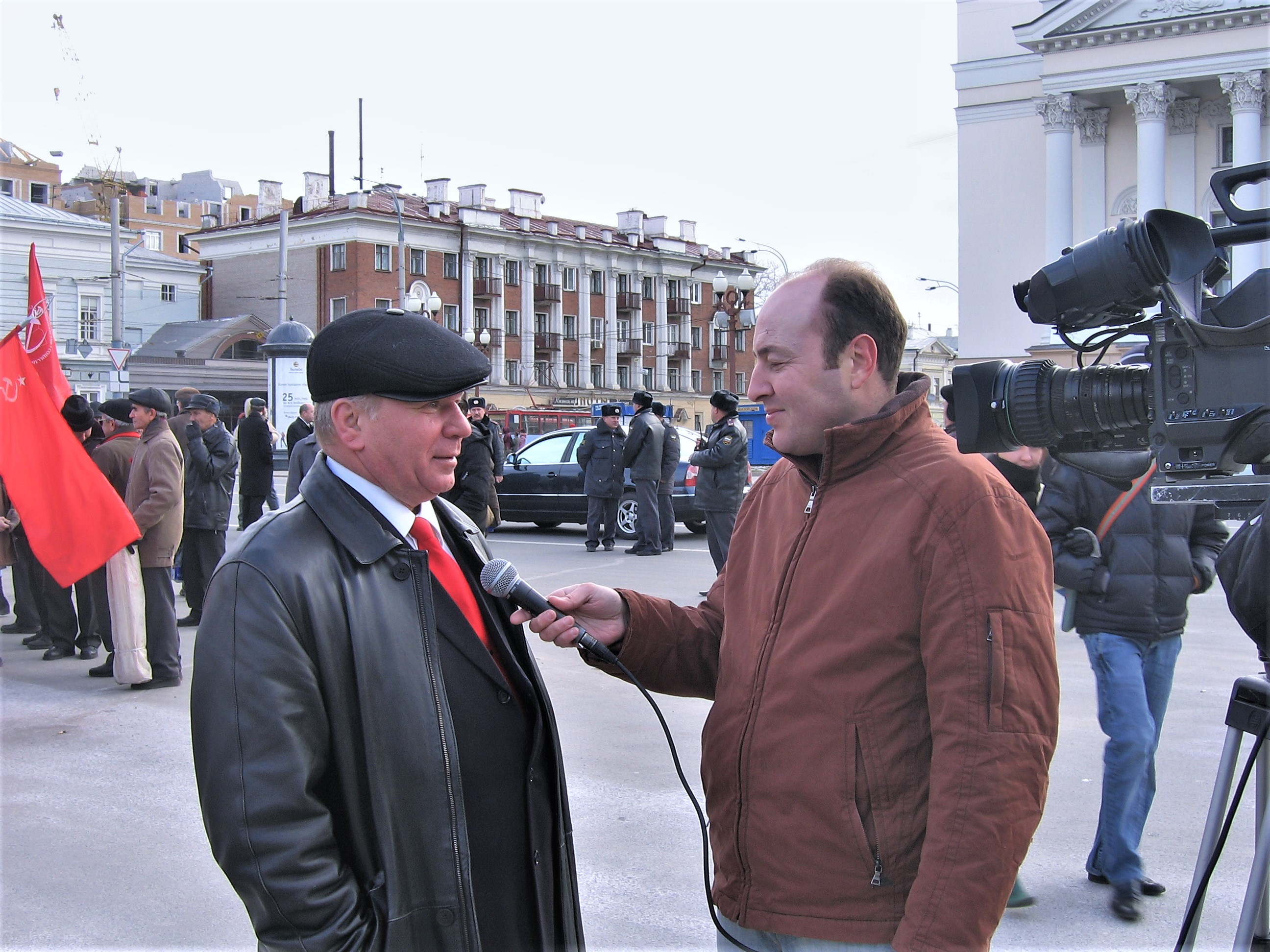
Александр Салий даёт интервью тележурналисту Михаилу Любимову, г. Казань, 2007 год

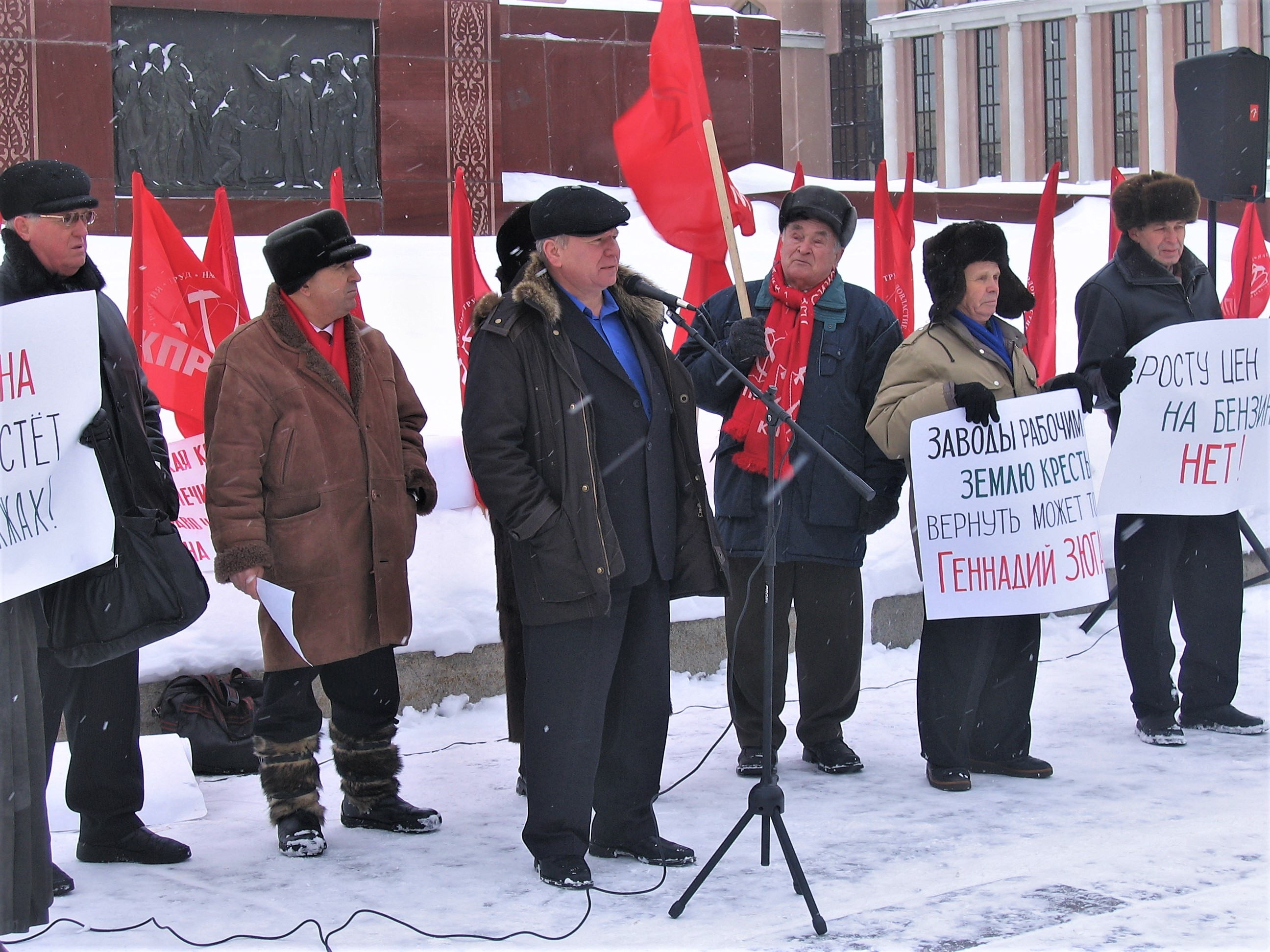
Александр Салий выступает на митинге КПРФ в Казани, 2008 год

Александр Иванович Салий родился 9 января 1952 года в рабочей семье в посёлке городского типа Амдерма Амдерминского района Ненецкого национального округа Архангельской области, ныне посёлок входит в Заполярный район Ненецкого автономного округа. Его предки родом с Кубани.
После окончании в 1970 году Керченского металлургического техникума служил в Военно-воздушных силах СССР (1970—1972 гг.).
С 1975 года член КПСС.
В 1976 году окончил Курганское высшее военно-политическое авиационное училище, в 1986 г. — Военно-политическую академию имени В. И. Ленина, в 1992 г. — адъюнктуру на кафедре социальной психологии Военно-политической академии.
- 1976—1981 гг. — заместитель командира роты охраны аэродрома по политической части в Южной группе войск.
- 1981—1982 гг. — заместитель командира роты по политической части в Закавказском военном округе
- 1982—1983 гг. — пропагандист полка (г. Тбилиси)
- 1983—1986 гг. — слушатель Военно-политической академии имени В. И. Ленина,
- 1986—1994 гг. — начальник группы профессионально-психологического отбора в Казанском высшем командно-инженерном училище ракетных войск имени маршала артиллерии М. Н. Чистякова. Вышел в запас в звании подполковника.
- 1995—2003 гг. — депутат Государственной думы 2 и 3 созывов. Являлся членом Комитета по делам Федерации и региональной политике, заместителем председателя Комитета по государственному строительству,
- 2004—2009 гг. — депутат Госсовета Республики Татарстан, избран по республиканскому округу, по списку КПРФ.

В декабре 1992 г. возглавил ОКРТ — Организацию коммунистов Республики Татарстан, в 1993—2004 гг. — первый секретарь Татарстанского республиканского комитета КПРФ.
С 2012 г. возглавлял созданную им и его соратниками региональную общественную организацию РТ «Однополчане».
Избирался членом Центрального комитета КПРФ (с 1995 года); членом Координационного совета общероссийского общественного движения «Народно-патриотический союз России» (с августа 1996 года); членом Президиума Политического Совета Партии социальной справедливости. Делегат XX конференции, XXIX—XXX съездов СКП-КПСС.
Александр Иванович Салий скончался 21 октября 2013 года после тяжелой болезни в городе Казани Республики Татарстан. Прощание было 23 октября в НКЦ «Казань».

## Награды и звания
Награждён орденом Красной Звезды, шестью медалями СССР.
Полковник ВВС А. И. Салий удостоен наград общественных организаций::
- Награды Постоянного Президиума Съезда народных депутатов СССР
  - Медаль «В ознаменование 120-летия со дня рождения И. В. Сталина»
  - Медаль «Маршал Советского Союза Жуков»
  - Медаль «50 лет Победы советского народа в Великой Отечественной войне 1941—1945 гг.»
  - Медаль «80 лет Великой Октябрьской социалистической революции»
  - Медаль «80 лет Вооружённых сил СССР»
- Знак «80 лет Советской Армии» (Коммунистическая партия Российской Федерации)
- Знак «За служение Отечеству» 2 степени (фонд «Вечная слава героям»)[4]

## Семья
Жена — медицинский работник детского сада. В семье дочь и сын.